# Dean Ashton
Pour les articles homonymes, voir Ashton.
Dean Ashton, né le 24 novembre 1983 à Swindon (Angleterre) est un footballeur anglais, qui évoluait au poste d'attaquant.

## Biographie
Ashton commence sa carrière à l'âge de 16 ans chez Crewe Alexandra, un club formateur réputé, avant de signer à Norwich City pour £3 millions. Après un an avec le club de Norfolk, il est acheté par West Ham pour £7,25 millions, soit le record du club londonien[réf. nécessaire]. C'est un attaquant puissant, doté d'un bon jeu de tête.
Côté international, Ashton a joué pour les espoirs (l'équipe anglaise des moins de 21 ans) 9 fois, marquant 4 buts. Il reçoit sa première sélection en équipe d'Angleterre A le 1er juin 2008 lors d'un match amical face à l'équipe de Trinité-et-Tobago.
Grièvement blessé à la suite d'un tacle viril de Shaun Wright-Phillips, lors d'un entrainement avec l'équipe nationale d'Angleterre en 2006, il est incapable de revenir à 100 % de ses moyens et annonce sa retraite le 11 décembre 2009 à l'âge de seulement 26 ans.

## Palmarès

### Avec West Ham
- Finaliste de la Coupe d'Angleterre en 2006